# Macizo del Sirino
El macizo del Sirino es una sierra italiana, situada en el extremo meridional del Parque nacional de los Apeninos lucanos Val d'Agri Lagonegrese, comprende algunas de las mayores cimas de los Apeninos meridionales: monte Papa (2005 m), cima De Lorenzo (2004 m) y monte Sirino (1907 m).
De aspecto imponente pero compacto, el grupo montañoso se encuentra detrás del mar Tirreno, en la parte suroccidental de la región de Basilicata (municipios de Lauria y de Lagonegro), controlando los valles surcados por los ríos Noce, Sinni y Agri.
De sus vastas praderías de montaña, la mirada hacia el golfo de Policastro, las cimas ásperas y selváticas de los montes La Spina y Zaccana, el imponente altiplano del Pollino, el vasto e inmaculado bosque Magnano, los abruptos contrafuertes del monte Alpi, el Raparo y los amplios y verdeantes valles de Diano y del Agri.

## Nombre
Según el Racioppi, la denominación del macizo deriva de la antigua ciudad de Siri, fundada en la desembocadura del Sinni, río conocido desde antiguo con el nombre de Siris, originado por la raíz sánscrita sar, que significa discurrir, fluir.
En cuanto a la ciudad, en el siglo V a. C., fue vencida y destruida por los tarentinos, los habitantes fueron empujados tierra adentro hacia el alto valle del río, constituyendo los pueblos sirini mencionados por Plinio que, a su vez, dieron nombre a la montaña.

## Geología y restos del pasado
Como la gran parte de la vecina dorsal constituida por los montes Pierfaone, Volturino y Viggiano, también el origen de este macizo es antiquísimo, adscribible a un período anterior a la elevación de la misma cadena apenínica.
Importantes restos de fósiles pertenecientes a animales prehistóricos (mamut, rinocerontes, úrsidos, grandes tigres, hiénidos, reptiles imponentes), así como restos humanos en la cueva de Latronico, que documentan desde el punto de vista arqueológico las señales de una antiquísima presencia humana y animal.

## Cimas principales

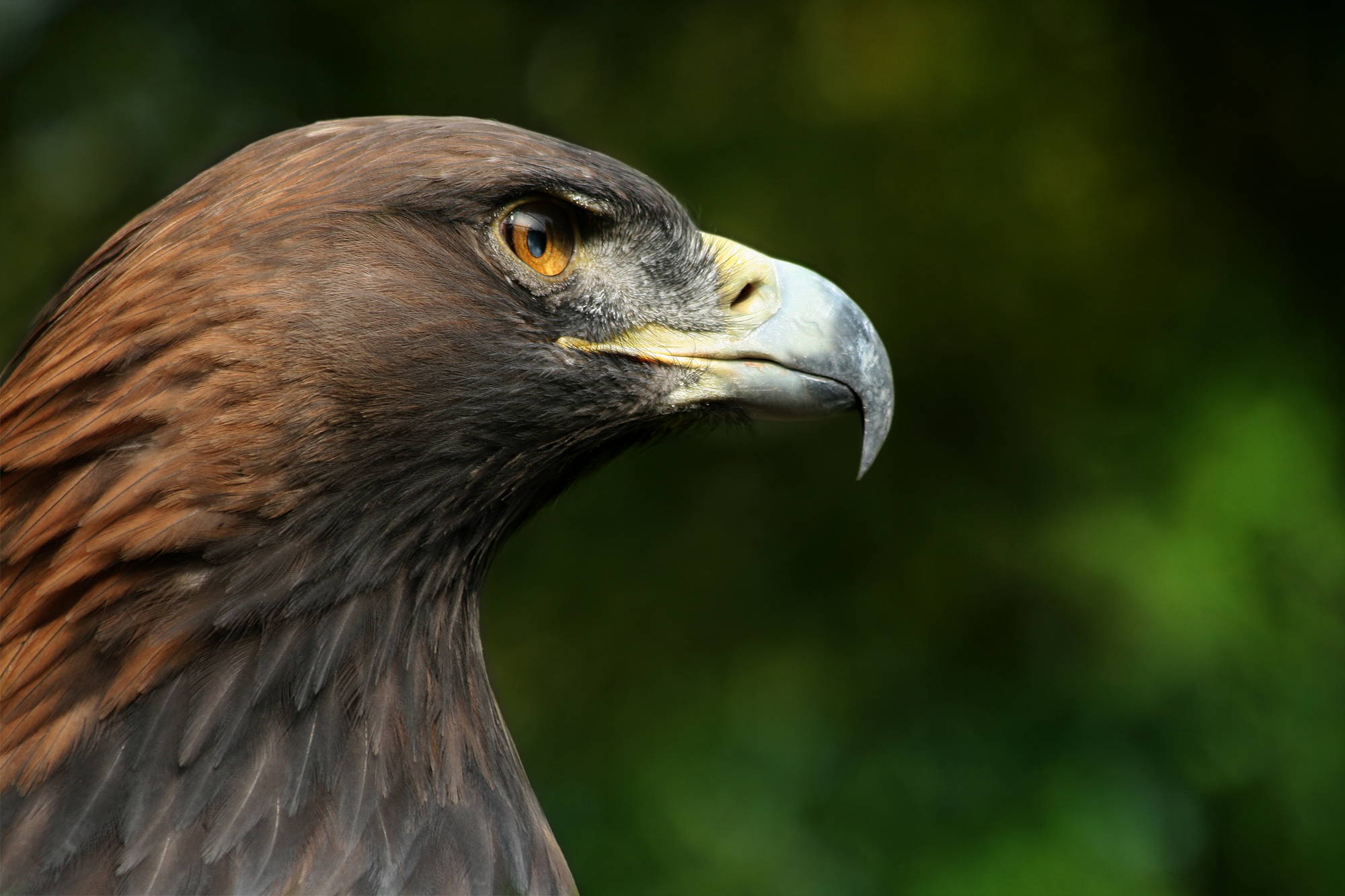
Entre las cimas del macizo no es difícil ver el vuelo del águila real.

| 1 | 2005 m | Monte Papa          |  |
| 2 | 2004 m | Cima De Lorenzo     |  |
| 3 | 1930 m | Timpa Scazzariddo   |  |
| 4 | 1907 m | Monte Sirino        |  |
| 5 | 1518 m | Serra Giumenta      |  |
| 6 | 1500 m | Tempa di Roccarossa |  |
| 7 | 1429 m | Monte Gurmara       |  |
| 8 | 1408 m | Rocca Rossa         |  |